# The Shulamite
The Shulamite er en britisk stumfilm fra 1915 af George Loane Tucker.

## Medvirkende
- Norman McKinnel som Simeon Knollett.
- Manora Thew som Deborah.
- Gerald Ames som Robert Waring.
- Mary Dibley som Joan Waring.
- Gwynne Herbert som Mrs. Waring.